# Accords de Nairobi
Les accords de Nairobi,  sont une série de déclarations signées en décembre 2013, visant à mettre fin au conflit dans l'est de la république démocratique du Congo opposants le Mouvement du 23 mars au forces armées de la république démocratique du Congo. Ces accords,  faisant référence au « processus de Kampala », ont été conclus après des négociations laborieuses à Kampala, en Ouganda, et ont abouti à la signature de trois documents distincts à Nairobi, au Kenya.

## Contexte
En 2012, le Mouvement du 23 mars (M23)  mène une rébellion une rébellion armée contre le gouvernement congolais dans la province du Nord-Kivu. Cette rébellion est instiguée par des anciens membres du Congrès national pour la défense du peuple (CNDP), intégrés dans les Forces armées de la république démocratique du Congo (FARDC), qui accusent Kinshasa de ne pas respecter l'accord de paix conclu le 23 mars 2009 entre le CNDP et le gouvernement congolais. Comme son prédécesseur (le CNDP de Laurent Nkunda), le M23, soutenu par le Rwanda,,,  parvient à s'emparer de vastes territoires du Nord-Kivu, entraînant des conséquences humanitaires graves, y compris des déplacements massifs de population. Le conflit est marqué par des violations des droits de l'homme, y compris des crimes de guerre et des crimes contre l'humanité, documentées par des organisations internationales tel que l'ONU et Human Rights Watch,. En décembre 2012, le M23 prend le contrôle de Goma, le chef-lieu de la province du Nord-Kivu, ce qui suscite une forte mobilisation de la communauté internationale. En novembre 2013, la rébellion est militairement vaincue par une campagne conjointe de l'armée congolaise et de la MONUSCO, la force locale de maintien de la paix des Nations unies. Le M23 est largement démantelé et ses combattants désarmés puis transférés dans des camps de réfugiés en Ouganda et au Rwanda. Cette défaite conduit à des négociations de paix sous l'égide de la Conférence internationale sur la région des Grands Lacs (CIRGL) et de la Communauté de développement d'Afrique australe (SADC).

## Négociations et signature des accords

### Négociations
Les négociations entre le gouvernement de la république démocratique du Congo (RDC) et le Mouvement du 23 mars (M23) ont été marquées par des défis et des divergences significatives. Réunis à Kampala, en Ouganda, les deux parties ont eu du mal à trouver un terrain d’entente, notamment sur la dénomination du document final,. Le gouvernement congolais insistait pour utiliser le terme « déclaration » plutôt que « accord de paix », une position qui reflétait son refus de légitimer le mouvement rebelle par un accord de paix formel. Cette divergence a provoqué des retards et des tensions, entraînant le 11 novembre 2013, le report de la signature des accords, poussant les Nations unies et leurs partenaires à exprimer leurs regrets concernant le retard pris par la signature de l’accord de paix. Lors des pourparlers entre les belligérants, les envoyés spéciaux des Nations unies, des États-Unis, de l’Union africaine et de l’Union européenne ont noté que, bien que les parties n’aient pas exprimé de divergences majeures sur les questions fondamentales, un accord sur le format du document n’avait pas encore été obtenu. Malgré les changements de situation sur le plan militaire, ils ont souligné l’importance de parvenir à une conclusion politique du dialogue et ont exhorté les parties à résoudre leur différend relatif au format du document et à rester engagées en faveur d’un règlement pacifique du conflit. Le 12 novembre 2013, après l'échec des négociations avec le M23, les autorités congolaises en ont imputé la responsabilité à l'Ouganda. Le porte-parole du gouvernement, Lambert Mende, a accusé l'Ouganda d'agir comme une partie prenante du conflit, suggérant que ce pays avait des intérêts au sein du M23. Mende a aussi indiqué que la RDC n'était pas disposé à signer un accord avec un mouvement qui s'était déjà proclamé dissous après des revers militaires, et que Kinshasa exigeait que les rebelles s'engagent à ne pas reprendre les armes.

### Signature des accords
Le 12 décembre 2013, après des semaines de négociations laborieuses, le gouvernement congolais et le Mouvement du 23 mars (M23) signent trois documents distincts à Nairobi. Le M23 renonce officiellement à la lutte armée et déclare la fin de sa rébellion. Le gouvernement congolais s'engage à adopter une loi d'amnistie générale pour faits insurrectionnels et faits de guerre, mais excluant toute personne accusée de crimes contre l'humanité, de génocide ou de violences sexuelles. Le gouvernement s'engage également à désarmer, démobiliser et réinsérer socialement les ex-combattants, tout en excluant toute intégration dans l'armée congolaise pour ces derniers.
Durant la même période, le président ougandais, Yoweri Museveni,  signe une déclaration annonçant la fin des pourparlers de Kampala et appelant les deux parties à exécuter leurs engagements. 
La signature de ces documents a mis fin au processus de Kampala. Le gouvernement congolais obtenant gain de cause en insistant sur le terme de « déclaration » plutôt que d’« accord de paix », qui reflète sa position de ne pas légitimer le mouvement rebelle par un accord de paix formel. Malgré cela, ces documents continuent souvent d’être référencés de manière erronée comme des « accords de paix » dans les médias et les discussions publiques.

## Analyse des accords
Les accords de Nairobi ont été salués comme une étape positive vers la paix dans l'est de la république démocratique du Congo (RDC). Cependant, des analystes ont souligné que des questions essentielles, telles que l'amnistie, la réintégration des anciens combattants, le retour des réfugiés et les réformes politiques, restaient sans réponse et étaient superficiellement traitées dans les déclarations.
Aaron Hall, chercheur principal du projet Enough, a souligné que la conclusion du processus de Kampala apportait un répit au république démocratique du Congo (RDC), au Rwanda, à l'Ouganda et à la CIRGL, leur permettant de se concentrer sur l'Accord-cadre pour la paix, la sécurité et la coopération pour la république démocratique du Congo et la région. Il a également souligné la nécessité d'une entente politique régionale sur la paix et la croissance économique pour résoudre l'instabilité dans l'est de la RDC.
Will Stevens, porte-parole du Bureau des Affaires africaines du département d'État américain, a encouragé les parties à appliquer rapidement le contenu de leurs déclarations, en commençant par le désarmement, la démobilisation et la réintégration immédiate du M23. Il a également salué les efforts menés par les Forces armées de la république démocratique du Congo (FARDC) et la mission de maintien de la paix des Nations unies en RDC (MONUSCO) pour neutraliser la menace des Forces démocratiques pour la libération du Rwanda (FDLR) et d'autres groupes armés dans l'est de la RDC.
Christoph Vogel, analyste de la RDC, a noté que la valeur symbolique des accords dépassait de loin les implications pratiques et politiques, soulignant que des questions essentielles restaient sans réponse.

## Suivi et mise en œuvre
En mai 2014, lors d'une session du comité d'appui  de l'Accord-cadre d'Addis-Abeba, Mary Robinson, envoyée spéciale du Secrétaire général des Nations unies pour la région des Grands Lacs, a souligné l’importance cruciale du désarmement des groupes armés pour la paix en république démocratique du Congo (RDC). Elle a mis en lumière la nécessité de résoudre la situation des miliciens du Mouvement du 23 mars (M23), qui, après s’être réfugiés en Ouganda et au Rwanda, devaient revenir en RDC pour participer au processus de Désarmement, démobilisation et réintégration (DDR). La présence de ces miliciens dans des pays voisins étant une menace sérieuse pour la stabilité régionale.
Durant cette session, la question de l’amnistie pour d’anciens dirigeants du M23, tels que Sultani Makenga et Bertrand Bisimwa, a été abordée. Mary Robinson a rappelé que, selon les accords signés, l’amnistie était envisageable uniquement pour les personnes n’ayant pas commis de crimes contre l’humanité. Le ministre congolais de l’Intérieur, Richard Muyej, a précisé que remplir une demande d’amnistie ne garantissait pas son obtention, et que le ministère de la Justice avait déjà défini les critères d’éligibilité.
En novembre 2014, les discussions concernant les Accords de Nairobi montrent des progrès mitigés. Un an après la signature de l'accord visant à mettre fin à la rébellion du M23, une réunion d'évaluation se tient à Kinshasa, mais le M23 décide de ne pas y participer. Cette absence est notable, bien que les autres acteurs impliqués, tels que les envoyés spéciaux de l'ONU, de l'Union africaine et des États-Unis, aient participé à la réunion,.
Les engagements pris incluent des mesures d'amnistie pour les rebelles non coupables de crimes de guerre ou de crimes contre l'humanité, avec 549 membres du M23 ayant bénéficié de cette mesure. Cependant, des retards persistent concernant le retour des ex-combattants du M23 ayant fui en Ouganda ou au Rwanda, malgré l'identification de près de 500 d'entre eux. Le gouvernement congolais réaffirme sa volonté à mettre en œuvre les accords et fixe une date limite définitive pour les tractations avec l'ex-rébellion du M23 au 31 décembre 2014.
Les responsables du M23, expriment des préoccupations quant à la libération de leurs prisonniers et demandent la mise en place de commissions, notamment une commission de réconciliation nationale pour lutter contre la discrimination ethnique et résoudre les conflits fonciers. Kinshasa s'engage à remplir ces obligations d'ici la fin de l'année. Par ailleurs, Russ Feingold, l'envoyé spécial des États-Unis pour les Grands Lacs, souligne que les accords ont été signés il y a moins d'un an et que des visites auprès des ex-combattants au Rwanda et en Ouganda ont eu lieu, avec pour objectif d'accélérer le processus. 
Les acteurs de la communauté internationale, expriment leur soutien au processus de paix et a appelé à la participation du M23 aux prochaines réunions. Said Djinnit, envoyé spécial du Secrétaire général de l'ONU dans la région des Grands Lacs, souligne la nécessité de créer des conditions pour une prochaine réunion formelle du Mécanisme national de suivi des accords.